# 聚叶沙参
聚叶沙参（学名：Adenophora wilsonii）为桔梗科沙参属的植物，是中国的特有植物。分布于中国大陆的贵州、陕西、湖北、四川等地，生长于海拔450米至1,600米的地区，多生长在灌丛中和沟边岩石上，目前尚未由人工引种栽培。